# Ягубов, Джахандар Мамед оглы
Джахандар Мамед оглы Ягубов (азерб. Cahandar Məmməd oğlu Yaqubov; 1892, Казахский уезд — 17 августа 1968, Казахский район) — советский азербайджанский агроном, Герой Социалистического Труда (1948).

## Биография
Родился в 1892 году в селе Карапапах Казахского уезда Елизаветпольской губернии (ныне село в Казахском районе Азербайджана).
В 1924—1963 годах — агроном Акстафинской МТС, Казахской МТС, старший агроном Казахского районного отдела сельского хозяйства, заведующий Казахским районным отделом хлопководства, заведующий управлением заготовок Казахского района, председатель колхоза имени Азизбекова, директор Акстафинского хлопкоочистительного завода. В 1947 году, будучи старшим агрономом, обеспечил перевыполнение в целом по Казахскому району планового сбора хлопка на 25,7 процентов.
Указом Президиума Верховного Совета СССР от 10 марта 1948 года за получение в 1947 году высоких урожаев хлопка Ягубову Джахандару Мамед оглы присвоено звание Героя Социалистического Труда с вручением ордена Ленина и золотой медали «Серп и Молот».
Активно участвовал в общественной жизни Азербайджана. Член КПСС с 1945 года.
С 1963 года — пенсионер союзного значения.
Скончался 17 августа 1968 года в родном селе.